# Anaal Nathrakh
Anaal Nathrakh is een in 1999 opgerichte  Britse extreme metalband die onder contract staat bij Metal Blade Records. De band mixt black metal, grindcore, death metal en industrial.

## Genre
Anaal Nathrakh wordt gezien als een blackmetal- of post-blackmetalband. Dat laatste heeft eerder te maken met hun esthetiek:  eerder casual kleding dan de meer voorkomende theatrale corpse-paint en lederen kledij met spikes die veel terugkomt bij andere black metalbands.

## Thema's van de teksten
Anaal Nathrakh publiceert de teksten van haar muziek niet. Meerdere nummers zijn gebaseerd op het werk van Friedrich Nietzsche, wat af te leiden is uit titels als Human, all too fucking human en Revaluation of all values.

## Liveshows
Anaal Nathrakh treedt zelden op. Op 8 april 2007 traden ze op in Antwerpen op het No Mercy festival, wat hun tweede optreden was op het Europese continent en hun vierde optreden ooit. Op 16 september 2009 gaf Anaal Nathrakh een exclusieve show tijdens het Incubate festival in Tilburg. In 2012 werd er opgetreden op Summer Breeze, in 2013 op Roskilde Festival te Denemarken, en op 12 augustus 2017 waren ze live te zien in Ieper tijdens het Ieperfest.

## Artiesten

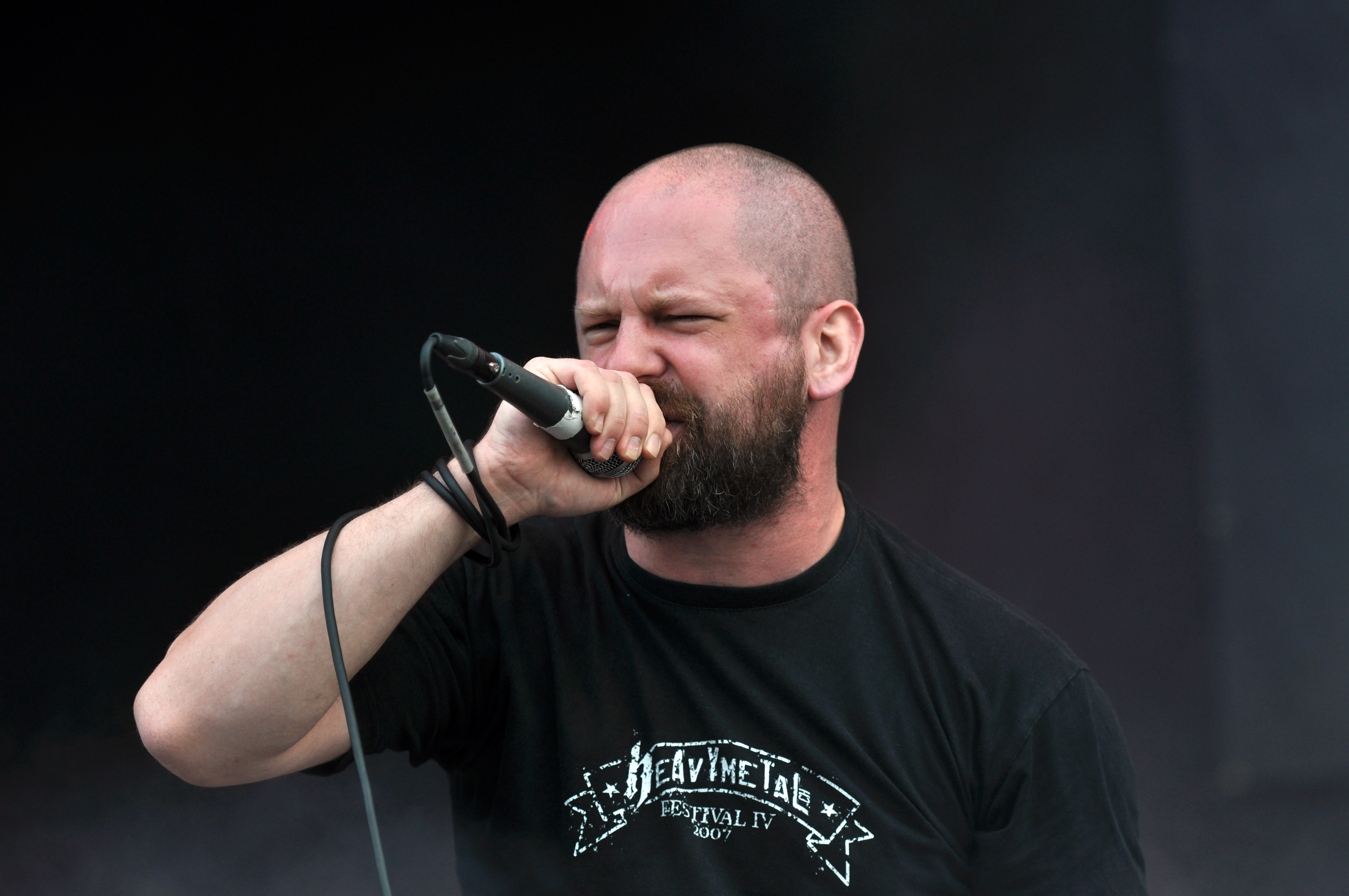
Dave Hunt

- Irrumator (Mick Kenney) - alle instrumenten
- V.I.T.R.I.O.L. (Dave Hunt) - vocalist

## Discografie
- 1999 - Anaal Nathrakh (demo)
- 1999 - Total Fucking Necro (demo)
- 1999 - Total Fucking Necro - Double Demo Assault (demo)
- 2001 - The Codex Necro
- 2002 - Total Fucking Necro ("Best of"-compilatie)
- 2002 - When Fire Rains Down From the Sky, Mankind Will Reap As It Has Sown (ep)
- 2004 - Domine Non Es Dignus
- 2006 - Eschaton
- 2007 - Hell is Empty and All the Devils are Here
- 2009 - In The Constellation Of The Black Widow
- 2011 - Passion
- 2012 - Vanitas
- 2014 - Desideratum
- 2016 - The Whole Of The Law
- 2018 - A New Kind of Horror
- 2020 - Endarkenment